# Cíclope

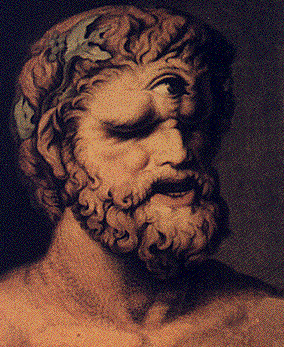
El cíclope Polifemo, por Johann Heinrich Wilhelm Tischbein, 1802.

En la mitología griega, los cíclopes (en griego Κύκλωπες, Kýklōpes, esto es, «ojo circular») eran los miembros de una raza de gigantes con un solo ojo en mitad de la frente. En el corpus mitológico se pueden diferenciar tres tipos. En la Teogonía de Hesíodo se describen a tres cíclopes Uránidas que le fabricaron a Zeus el rayo. En la Odisea de Homero el héroe Odiseo se encuentra con el cíclope Polifemo y sus hermanos, que son seres salvajes e incivilizados que llevan una vida de pastoreo. La conexión entre los dos grupos ha sido debatida en la antigüedad y por los estudiosos modernos. Finalmente Estrabón describe otro grupo de siete cíclopes originarios de Licia, que habían construido las murallas de Tirinto y tal vez las cavernas y los laberintos cerca de Nauplia, a los que se llamaba "muros ciclópeos".  
Robert Graves ha sugerido que los cíclopes podrían haber sido un gremio de forjadores de metal en la Edad del Bronce que probablemente tenían tatuados en la frente anillos concéntricos como muestra de homenaje al sol por ser su fuente de energía.
Una fuente tardía dice que Polifemo, Antífates y un tal Cíclope eran hijos de Sicano (cf. sicanos), hijo a su vez de Briareo. Por el contexto se presupone que ese Cíclope era epónimo de los cíclopes. También se dice que obedeciendo a un antiguo oráculo, sacrificaron a las hijas de Jacinto sobre la tumbra del cíclope Geresto.

## Cíclopes hesiódicos
En la Teogonía de Hesíodo esta primera generación de cíclopes forman una tríada y son hijos de Urano y Gea, habiendo nacido después de los titanes y antes de los centímanos.«Y (Gea) parió a los cíclopes de soberbio espíritu, a Brontes, a Estéropes y al violento Arges, que regalaron a Zeus el trueno y le fabricaron el rayo. Éstos en lo demás eran semejantes a los dioses. Cíclope era su nombre por eponimia, ya que efectivamente, un solo ojo completamente redondo se hallaba en su frente. El vigor, la fuerza y los recursos presidían sus actos». Apolodoro está de acuerdo con Hesíodo pero altera el orden de nacimiento de los hermanos: primero nació Arges, luego Estéropes y finalmente Brontes. Higino, que confunde las razas de los gigantes Uránidas, dice que Estéropes era uno de los titanes. A pesar de que Hesíodo nos dice que los cíclopes tenían un «soberbio espíritu» o «corazón muy violento» (ὑπέρβιον ἦτορ ἔχοντας) lo cierto es que esta característica no se refleja en sus textos, funcionando apenas como unos fieles sirvientes divinos. Los ruidos que surgían del corazón de los volcanes se atribuían a sus operaciones.
Más tarde Hesíodo vuelve a mencionar a los cíclopes. Después de que Crono vomitara a su prole Zeus decidió liberar a los cíclopes debido a las indicaciones de Gea, a saber: «libró a sus tíos paternos de sus dolorosas cadenas, a los Uránidas Brontes, Estéropes y el vigoroso Arges, a los que insensatamente encadenó su padre; aquellos le guardaron gratitud por sus beneficios y le regalaron el trueno, el llameante rayo y el relámpago; antes los tenía ocultos la enorme Gea, y con ellos seguro gobierna a mortales e inmortales». Con el tiempo, sus nombres llegaron a ser sinónimo de fuerza y poder, y se usaban para referirse a armas especialmente bien manufacturadas.
Apolodoro nos ofrece más datos acerca de los cíclopes. Así nos dice que «Urano los ató y los arrojó al Tártaro (lugar tenebroso en el Hades tan distante de la tierra como la tierra del cielo)». El mismo autor dice que Crono volvió a encerrar en el Tártaro a los cíclopes una vez que castró a Urano y se hizo señor de los dioses—Hesíodo dice que fueron encerrados una sola vez, por obra de Urano—. Finalmente nos dice que Zeus se alió con sus hermanos durante la Titanomaquia: «después de combatir diez años, Gea vaticinó a Zeus la victoria si se aliaba con los arrojados al Tártaro. Él, tras matar a Campe, la guardiana, desató sus ligaduras. Entonces los cíclopes entregaron a Zeus el trueno, el relámpago y el rayo, a Plutón el yelmo y a Poseidón el tridente». Así pues la versión apolodórica asocia la victoria de Zeus con los cíclopes en tanto que Hesíodo refiere a los Centímanos.
Calímaco nos cuenta que Artemisa le había pedido a su padre Zeus, sentada en sus rodillas cuando aún era niña, el arco y las flechas que le son tan característicos. Para ello viajó hasta la isla de Lípara, en donde encontró a los cíclopes junto a los yunques de Hefesto, mientras se encontraban fabricando un abrevadero para los caballos de Poseidón. El autor nos proporciona una descripción bastante extensa sobre los cíclopes, pues dice que las ninfas oceánides compañeras de Artemisa «se aterrorizaron al ver a los terribles monstruos, semejantes a las rocas Oseas —esto es, del monte Osa—, todos con su único ojo bajo la ceja, descomunal como un escudo hecho de cuatro pieles de buey, brillando de manera horrible».
Se dice que los cíclopes, asistentes de la fragua divina al servicio de Zeus, fueron matados por Apolo en venganza por la muerte de Asclepio a mano de Zeus. En un escolio nos encontramos la historia resumida, cuyo origen aparece por primera vez en el Catálogo de mujeres. El texto relata el agravio en boca de Apolo: «Zeus es culpable por haber matado a mi hijo Asclepio hendiéndole la llama en el pecho. Irritado por ello, doy muerte a los artífices del fuego de Zeus». Al parecer el escoliasta también se siente confuso sobre la naturaleza divina de los cíclopes en las obras hesiódicas. En efecto recalca que los cíclopes, a pesar de ser dioses en la Teogonía, aparezcan matados en el Catálogo de mujeres. Eratóstenes nos dice que la constelación de la Flecha tiene su origen en el proyectil arrojado por Apolo para acabar con la vida de los cíclopes. También Higino nos habla de los cíclopes en asociación a otra de las constelaciones. Sobre el origen de la constelación del Altar el autor nos dice que los cíclopes construyeron el primer altar que existió y que los dioses la utilizaron para formar una alianza contra los titanes. Aún Estacio nos dice que los cíclopes intervinieron en la fabricación del fabuloso collar de Harmonía, ruina para Tebas.
Los autores latinos variaron los nombres de los cíclopes. Así Ovidio los denomina Brontes, Estéropes y Acmónides. Virgilio, en cambio, usa los nombres Brontes, Estéropes y Piracmón. No obstante la opinión contemporánea es que los tres cíclopes hesiódicos están relacionados con la etimología de sus nombres, siendo el «trueno (βροντή)» Brontes, el «relámpago (στεροπή)» Estéropes y la «centella o rayo (ἀργής)» Arges.

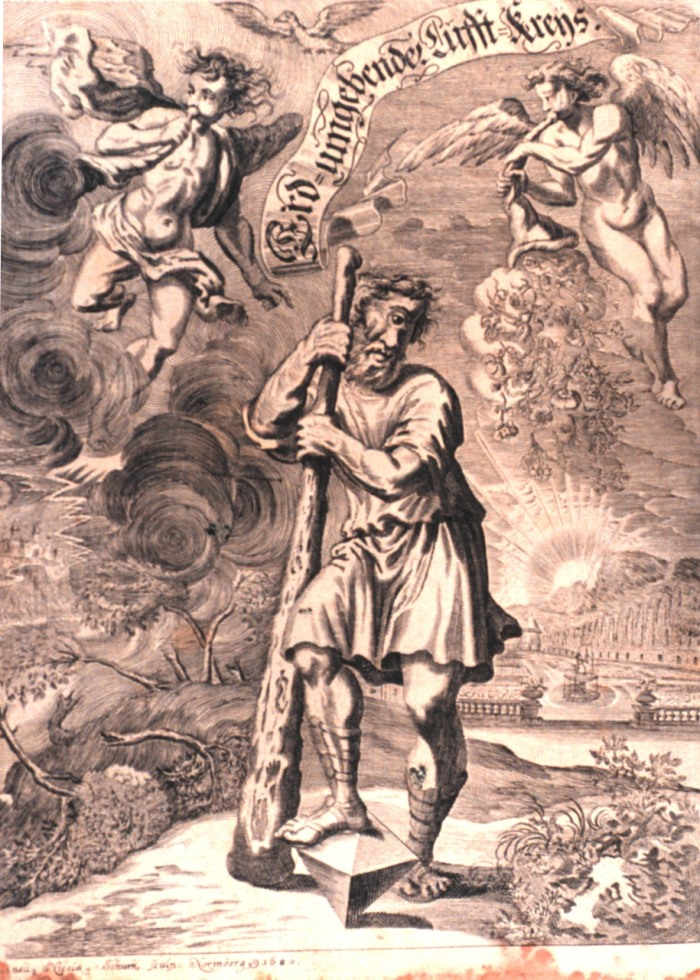
Grabado de Erasmus Francisci zu Nürnberg (1627-1680), en el que aparece un cíclope.

## Cíclopes homéricos
La segunda generación de cíclopes es una primitiva tribu de enormes monstruos antropófagos descubierta por Odiseo en una remota isla. El más célebre de ellos era un hijo de Poseidón y la ninfa Toosa llamado Polifemo, quien pierde el ojo por culpa de Odiseo. Polifemo era el mayor por su fuerza entre aquellos gigantes. No obstante hay que recalcar que en los textos homéricos nunca se describen a los cíclopes con un solo ojo, ni se cita la filiación del resto de cíclopes. Por lo menos Eurípides sí que alega explícitamente que todos los cíclopes tienen un solo ojo y como estirpe son hijos de Poseidón. De la misma manera Homero describe vagamente la patria de los cíclopes pero Eurípides la ubica explícitamente en la isla de Sicilia, cerca del monte Etna. Aparte de Polifemo en los textos homéricos también se nos hablan de Télemo, un cíclope profeta que le advirtió a Polifemo que Odiseo le privaría de la vista.
Descritos especialmente en la Odisea, estos tipos de cíclopes no tienen nada que ver a los anteriores citados, que eran unos maravillosos artesanos. Odiseo los introduce de esta manera, a saber: «desde allí, con dolor en el alma, seguimos bogando los hasta dar en la tierra que habitan los fieros cíclopes, unos seres sin ley. Confiando en los dioses eternos, nada siembran ni plantan, no labran los campos, mas todo viene allí a germinar sin labor ni simienza: los trigos, las cebadas, las vides que dan un licor generoso de sus gajos, nutridos tan sólo por lluvias de Zeus. Los cíclopes no tratan en juntas ni saben de normas de justicia; las cumbres habitan de excelsas montañas, de sus cuevas haciendo mansión; cada cual da la ley a su esposa y sus hijos sin más y no piensa en los otros». Para Homero estos cíclopes no tienen barcos, ni carpinteros de ribera, ni otros artesanos y no saben nada de agricultura. No tienen ninguna consideración por Zeus o los otros dioses, porque los cíclopes se consideran a sí mismos «mejores que ellos».
Incluso Pausanias vincula a los gigantes, cíclopes y feacios como diferentes razas con características similares, a saber: «Homero no hace ninguna mención de gigantes en la llíada, pero en la Odisea refiere cómo los lestrígones atacaron las naves de Odiseo semejantes a gigantes y no a hombres, y hace decir al rey de los feacios que los feacios están cerca de los dioses, como los cíclopes y la raza de los gigantes». Los poetas tardíos ya confunden a ambas estirpes de cíclopes. Por ejemplo, Nono los incluye en el tíaso de Dioniso, a saber: «se pertrechaban como guerreros empuñando en sus manos portadoras de fuego el resplandor de la fragua que les es tan familiar. Eran sus nombres Brontes, Estéropes, Eurialio, Elatreo, Arges, Traquio y el ufano Halimedes. Solo faltaba uno de extraordinarias cualidades, que se había quedado al sur, y era Polifemo, alto como las nubes, simiente de Poseidón, el que hace temblar la tierra».

## Cíclope constructores de muros
Diferenciándose de los dos tipos de cíclopes antes expuestos se encuentra un tercer tipo, conocido especialmente por ser los artífices de las murallas ciclópeas. Así Estrabón nos dice que «Preto utilizó Tirinto como base de operaciones y que la hizo fortificar por los cíclopes; estos, según se dice, eran siete y recibían el calificativo de gasteróquiros (Gasterócheires) porque se alimentaban con el trabajo de sus manos; se les habría hecho venir de Licia. Y tal vez les deben su nombre las cuevas que hay junto a Nauplia y las construcciones que se encuentran en ellas». Otros autores, como Apolodoro o Baquílides también nos hablan del origen de los muros ciclópeos que parapetaban Tirinto. Tras la Edad Oscura los helenos vieron con asombro los enormes bloques pulidos, llamados estructuras ciclópeas, que se habían usado en las edificaciones micénicas, en lugares como Micenas y Tirinto, o en Chipre, y llegaron a la conclusión de que sólo los cíclopes reunían la habilidad y fuerza necesarias para construir de forma tan monumental. El poeta Píndaro dice que Heracles condujo el ganado de Gerión a través del «portal ciclópeo» de Euristeo, rey de Tirinto. De la misma manera Plinio el Viejo, en su Historia natural, recoge una tradición, atribuida a Aristóteles, según la cual estos cíclopes fueron los inventores de las torres de mampostería. El mismo autor también dice que estos cíclopes fueron los primeros en trabajar el hierro y el bronce. Incluso Pausanias nos dice que en Argos «junto al santuario del Cefiso está una cabeza de Medusa hecha de piedra, obra de los cíclopes».